# Thomas A. Kolditz
Thomas A. Kolditz (* 23. Juli 1956) ist ein ehemaliger US-amerikanischer Offizier der United States Army (Brigadegeneral a. D.), Hochschullehrer in Yale und West Point, Autor und Unternehmensberater.

## Leben
Thomas A. Kolditz studierte Psychologie und Soziologie an der Vanderbilt University (Bachelor, 1978) und Sozialpsychologie an der University of Missouri (Master, 1981). Weiterhin durchlief er das Command and General Staff College und das United States Army War College (Master, 2000). Dort studierte er in Militärwissenschaft und Strategische Studien (Master, 2000). Seinen Ph.D. in Sozialpsychologie erwarb er 1985 von der University of Missouri.
Er arbeitete als Analyst im Verteidigungsministerium der Vereinigten Staaten und als Konzeptionist am Center for Army Leadership. Außerdem war er Direktor des West Point Leadership Center. Kolditz war für zwölf Jahre Chef des Departments of Behavioral Sciences and Leadership an der United States Military Academy (USMA) in West Point. 2007 wurde er Visiting Professor und nach seiner Pensionierung Professor für Führungspraxis und Management an der Yale School of Management der Yale University. Zudem ist er Mitarbeiter der Unternehmensberatung Saxon Castle LLC und Autor des Buches Extremis Leadership: Leading as if Your Life Depended.
Kolditz ist Fellow der American Psychological Association und Mitglied der Academy of Management sowie Academic in Residence des Global Leadership Strategy Network.